# Szpakowo (gromada)
Szpakowo – dawna gromada, czyli najmniejsza jednostka podziału terytorialnego Polskiej Rzeczypospolitej Ludowej w latach 1954–1972.
Gromady, z gromadzkimi radami narodowymi (GRN) jako organami władzy najniższego stopnia na wsi, funkcjonowały od reformy reorganizującej administrację wiejską przeprowadzonej jesienią 1954 do momentu ich zniesienia z dniem 1 stycznia 1973, tym samym wypierając organizację gminną w latach 1954–1972.
Gromadę Szpakowo z siedzibą GRN w Szpakowie utworzono – jako jedną z 8759 gromad – w powiecie monieckim w woj. białostockim, na mocy uchwały nr 19/V WRN w Białymstoku z dnia 4 października 1954. W skład jednostki weszły obszary dotychczasowych gromad Szpakowo, Bagno, Łupichy, Krzeczkowo, Rutkowskie Małe i Starowola ze zniesionej gminy Kalinówka w tymże powiecie. Dla gromady ustalono 27 członków gromadzkiej rady narodowej.
31 grudnia 1959 gromadę Szpakowo zniesiono, włączając jej obszar do gromad Jaświły (wieś Rutkowskie Małe), Hornostaje (wieś Łupichy) i Kalinówka Kościelna (wsie Szpakowo, Bagno, Starowola i Krzeczkowo, kolonię Szpakowo oraz PGR Starowola).